# MPEG-4 Phần 14
MPEG-4 Phần 14 hay viết tắt MP4 là một định dạng chứa tập tin đa phương tiện kỹ thuật số được sử dụng phổ biến nhất để lưu trữ video và âm thanh, nhưng nó cũng có thể được sử dụng để lưu trữ các dữ liệu khác như phụ đề và hình ảnh tĩnh. Giống như hầu hết các định dạng container hiện đại, nó cho phép truyền phát, stream thông qua Internet. Phần mở rộng tên tệp chính thức duy nhất cho các tệp MPEG-4 Phần 14 là .mp4. MPEG-4 Phần 14 (ISO / IEC 14496-14: 2003) là phần của tiêu chuẩn MPEG-4.
Phần mềm phát đa phương tiện đôi khi được quảng cáo là "Trình phát MP4 ", mặc dù một số trình phát MP3 đơn giản cũng phát được video AMV một vài định dạng video khác và không nhất thiết phải phát định dạng MP4

## Lịch sử
MPEG-4 Phần 14 là một phiên bản của ISO / IEC 14496-12: 2004 tổng quát hơn (MPEG-4 Phần 12: Định dạng tệp phương tiện cơ sở ISO) trực tiếp dựa trên Định dạng tệp QuickTime. MPEG-4 Phần 14 về cơ bản giống với định dạng tệp QuickTime, nhưng chính thức chỉ định hỗ trợ cho Mô tả đối tượng ban đầu (IOD) và các tính năng MPEG khác. MPEG-4 Phần 14 sửa đổi và thay thế hoàn toàn Điều 13 của ISO / IEC 14496-1 (MPEG-4 Phần 1: Hệ thống), trong đó định dạng tệp cho nội dung MPEG-4 đã được chỉ định trước đó.
Đặc tả định dạng tệp MPEG-4 được dựa trên đặc tả định dạng của tệp được xuất bản năm 2001. Định dạng tệp MPEG-4, phiên bản 1 được xuất bản năm 2001 dưới dạng ISO / IEC 14496-1: 2001, đây là bản sửa đổi của MPEG-4 Phần 1: Đặc tả hệ thống được xuất bản năm 1999 (ISO / IEC 14496-1: 1999). Năm 2003, phiên bản đầu tiên của định dạng tệp MP4 đã được sửa đổi và thay thế bằng định dạng tệp MPEG-4 Phần 14: MP4 (ISO / IEC 14496-14: 2003), thường được đặt tên là định dạng tệp MPEG-4 phiên bản 2. Định dạng tệp MP4 được khái quát thành định dạng tệp cơ sở ISO ISO / IEC 14496-12: 2004, định nghĩa cấu trúc chung cho các tệp phương tiện dựa trên thời gian. Nó lần lượt được sử dụng làm cơ sở cho các định dạng tệp khác trong gia đình (ví dụ MP4, 3GP, Motion JPEG 2000).
| Phiên bản                         | Ngày phát hành | Tiêu chuẩn               | Sự miêu tả                                         |
| --------------------------------- | -------------- | ------------------------ | -------------------------------------------------- |
| Định dạng tập tin MP4 phiên bản 1 | 2001           | ISO / IEC 14496-1: 2001  | MPEG-4 Phần 1 (Hệ thống), Ấn bản đầu tiên          |
| Định dạng tập tin MP4 phiên bản 2 | 2003           | ISO / IEC 14496-14: 2003 | MPEG-4 Phần 14 (định dạng tệp MP4), Ấn bản thứ hai |

Định dạng tệp MP4 đã xác định một số tiện ích mở rộng trên Định dạng tệp phương tiện cơ sở ISO để hỗ trợ codec hình ảnh / âm thanh MPEG-4 và các tính năng khác nhau của Hệ thống MPEG-4 như mô tả đối tượng và mô tả cảnh. Một số tiện ích mở rộng này cũng được sử dụng bởi các định dạng khác dựa trên định dạng tệp phương tiện cơ sở ISO (ví dụ: 3GP). Danh sách tất cả các tiện ích mở rộng đã đăng ký cho Định dạng tệp phương tiện cơ sở ISO được công bố trên trang web của cơ quan đăng ký chính thức. Cơ quan đăng ký cho các điểm mã (giá trị định danh) trong các tệp "Gia đình MP4" là Apple Inc. và được đặt tên trong Phụ lục D (thông tin) trong MPEG-4 Phần 12. Các nhà thiết kế Codec nên đăng ký mã mà họ phát minh, nhưng đăng ký không bắt buộc  và một số điểm mã được phát minh và sử dụng không được đăng ký. Khi ai đó đang tạo một đặc tả mới có nguồn gốc từ Định dạng tệp phương tiện cơ sở ISO, tất cả các thông số kỹ thuật hiện có nên được sử dụng cả làm ví dụ và nguồn định nghĩa và công nghệ. Nếu một đặc điểm kỹ thuật hiện có đã bao gồm cách thức một loại phương tiện cụ thể được lưu trữ trong định dạng tệp (ví dụ: Âm thanh hoặc video MPEG-4 trong MP4), định nghĩa đó nên được sử dụng và không nên phát minh ra định nghĩa mới.

## Phần mở rộng tên tệp
Trong khi phần mở rộng tên tệp chính thức duy nhất được xác định bởi tiêu chuẩn là .mp4, các phần mở rộng tên tệp khác nhau thường được sử dụng để chỉ ra nội dung dự định:
- Các tệp MPEG-4 có âm thanh và video thường sử dụng tiêu chuẩn .mp4 mở rộng.
- Các tệp MPEG-4 chỉ có âm thanh thường có .m4a mở rộng. Điều này đặc biệt đúng với nội dung không được bảo vệ. 
  - Các tệp MPEG-4 có luồng âm thanh được mã hóa bởi FairPlay Digital Rights Management được bán thông qua iTunes Store sử dụng .m4p mở rộng. Các bản nhạc iTunes Plus mà iTunes Store hiện đang bán không được mã hóa và sử dụng .m4a tương ứng.
  - Các tệp Audiobook và podcast, cũng chứa siêu dữ liệu bao gồm đánh dấu chương, hình ảnh và siêu liên kết, có thể sử dụng tiện ích mở rộng .m4a, nhưng thường sử dụng .m4b mở rộng. An .m4a Tệp âm thanh không thể "đánh dấu" (nhớ vị trí nghe cuối cùng), trong khi .m4b tập tin mở rộng có thể.[20]
  - Apple iPhone sử dụng âm thanh MPEG-4 cho nhạc chuông nhưng sử dụng .m4r mở rộng chứ không phải là .m4a mở rộng.
- Các luồng bit trực quan MPEG-4 được đặt tên .m4v nhưng phần mở rộng này đôi khi cũng được sử dụng cho video ở định dạng chứa MP4.[21]
- Điện thoại di động sử dụng 3GP, triển khai MPEG-4 Phần 12 (còn gọi là Định dạng tệp MPEG-4 / JPEG2000 ISO Base Media), tương tự như MP4. Nó sử dụng .3gp và .3g2 tiện ích mở rộng. Các tệp này cũng lưu trữ dữ liệu không phải là MPEG-4 (H.263, AMR, TX3G). Trong thực tế, hầu hết (nếu không phải tất cả) điện thoại cấp thấp và điện thoại tính năng ghi ở định dạng này, vì hầu hết (nếu không phải tất cả) điện thoại di động và điện thoại thông minh khác ghi tệp MP4 bằng cách sử dụng phần mở rộng tệp.mp4 và một số điện thoại cao cấp có thể ghi vào .raw.

### . MP4 so với. M4A
Một số trình quản lý tệp, chẳng hạn như Windows Explorer, tìm kiếm loại phương tiện và các ứng dụng liên quan của tệp dựa trên phần mở rộng tên tệp của nó. Nhưng vì MPEG-4 Phần 14 là định dạng chứa, các tệp MPEG-4 có thể chứa bất kỳ số lượng luồng âm thanh, video và thậm chí cả phụ đề, do đó không thể xác định loại luồng trong tệp MPEG-4 dựa trên tên tệp của nó mở rộng một mình.
Đáp lại, Apple Inc. bắt đầu sử dụng tên mở rộng .m4a cho định dạng MP4 với dữ liệu âm thanh trong lossy Advanced Audio Coding (AAC) hoặc của riêng Apple Lossless (ALAC) định dạng. Phần mềm có khả năng chơi âm thanh / video sẽ nhận ra các tệp bằng một trong hai .m4a hoặc .mp4 Phần mở rộng tên tệp, như mong đợi, vì không có sự khác biệt giữa 2 định dạng này. Hầu hết các phần mềm có khả năng tạo âm thanh MPEG-4 sẽ cho phép người dùng chọn phần mở rộng tên tệp của các tệp MPEG-4 đã tạo.

## Luồng dữ liệu
Hầu hết các loại dữ liệu có thể được nhúng trong các tệp MPEG-4 Phần 14 thông qua stream. Một theo dõi gợi ý riêng biệt được sử dụng để bao gồm thông tin phát trực tuyến trong tệp. Các codec đã đăng ký cho các tệp dựa trên MPEG-4 Phần 12 được xuất bản trên trang web của Cơ quan đăng ký MP4 (mp4ra.org), nhưng hầu hết chúng không được hỗ trợ rộng rãi bởi các trình phát MP4. Các codec được hỗ trợ rộng rãi và các luồng dữ liệu bổ sung là:
- Video: MPEG-H Phần 2 (H.265 / HEVC), MPEG-4 Phần 10 (H.264 / AVC) và MPEG-4 Phần 2

Các định dạng nén khác ít được sử dụng: MPEG-2 và MPEG-1
- Âm thanh: Mã hóa âm thanh nâng cao

Ngoài ra các đối tượng âm thanh MPEG-4 Phần 3, chẳng hạn như Mã hóa âm thanh không mất dữ liệu (ALS), Mã hóa tổn thất có thể mở rộng (SLS), MP3, Lớp âm thanh MPEG-1 II (MP2), Lớp âm thanh MPEG-1 I (MP1), CELP, HVXC (lời nói), TwinVQ, Giao diện chuyển văn bản thành giọng nói (TTSI) và Ngôn ngữ dàn nhạc có cấu trúc (SAOL)
Các định dạng nén khác ít được sử dụng: Apple Lossless
- Phụ đề: Văn bản hẹn giờ MPEG-4 (còn được gọi là Văn bản thời gian 3GPP).

Nero Digital sử dụng phụ đề Video DVD trong các tệp tin MP4

## metadata
Các tệp MP4 có thể chứa siêu dữ liệu theo định nghĩa của tiêu chuẩn định dạng và ngoài ra, có thể chứa siêu dữ liệu Nền tảng siêu dữ liệu mở rộng (XMP).